# Mauro Geraldo Galvão
Mauro Geraldo Galvão, més conegut com a Mauro Galvão, (Porto Alegre, 19 de desembre de 1961) és un futbolista brasiler retirat i actual entrenador de les dècades dels 80 i 90.
Jugà a diversos clubs brasilers com foren els dos grans clubs de la seva ciutat, Sport Club Internacional i Grêmio, i a Bangu, Botafogo i Vasco da Gama de Rio de Janeiro. També feu una breu incursió a Europa a l'AC Lugano de Suïssa.
Amb la selecció jugà 26 partits, i participà en els Mundials de 1986 i 1990. També guanyà una medalla d'argent als Jocs Olímpics de Los Angeles 1984.
L'any 2003 esdevingué entrenador del Vasco. Dirigí al club en 28 partits i evità el seu descens a la segona divisió. El 2004 entrenà al Botafogo, tot i que no acabà la temporada. El 2005 dirigí a Náutico i Vila Nova.